# Møllevang Sogn
Møllevang Sogn er et sogn i Århus Vestre Provsti (Århus Stift).
Møllevang Sogn blev oprettet i 1959, hvor Møllevangskirken blev indviet. Det blev udskilt fra Sankt Markus Sogn (Aarhus), der lå i Aarhus købstad, som geografisk hørte til Hasle Herred i Aarhus Amt. Ved kommunalreformen i 1970 blev købstaden kernen i Aarhus Kommune.
I Møllevang Sogn findes følgende autoriserede stednavne:
- Fuglebakken (bebyggelse)
- Oldjorden (bebyggelse)